# William Ferrers, 5. Baron Ferrers of Groby
William Ferrers, 5. Baron Ferrers of Groby (auch William Ferrers IV) (* 25. April 1372 in Luton Hoo, Bedfordshire; † 18. Mai 1445 in Woodham Ferrers, Essex) war ein englischer Adliger.
William Ferrers entstammte der alten Adelsfamilie Ferrers. Er war der älteste und vermutlich einzige Sohn von Henry Ferrers, 4. Baron Ferrers of Groby und dessen Frau Joan Hoo und wurde in Luton Hoo, dem Sitz seines Großvaters mütterlicherseits geboren. Als sein Vater 1388 starb, war er noch minderjährig, so dass William zum Mündel des Königs wurde. Das Recht auf die Verwaltung seiner Besitzungen und die Vormundschaft über ihn wurde an Roger de Clifford, 5. Baron de Clifford verkauft. Clifford verheiratete Ferrers mit seiner Tochter Philippa, starb jedoch selbst schon 1389. 1394 wurde Ferrers schließlich volljährig und übernahm das Erbe seines Vaters. 
Aus seinen Besitzungen in Leicestershire und anderen Teilen Englands bezogen er und sein Sohn Thomas 1436 jährliche Einkünfte von über £ 766. 1395 nahm er am Feldzug von König Richard II. nach Irland teil. Als Richard II. 1399 gestürzt wurde, schloss Ferrers sich dessen Gegner Henry Bolingbroke an, der als Heinrich IV. neuer König wurde. 1401 gehörte Ferrers zu den Baronen, die Thomas und John Holland, zwei getötete Verwandte des gestürzten Königs posthum als Verräter verurteilten. Als Baron Ferrers of Groby nahm er weiter an den Parlamenten teil, spielte jedoch politisch keine weitere größere Rolle. Er wurde Friedensrichter in Leicestershire, wo er auch in zahlreichen Ausschüssen tätig war und verschiedene lokale Ämter bekleidete. In seinem Testament wünschte er, wie seine Vorfahren in Ulverscroft Priory beigesetzt zu werden.

## Familie, Nachkommen und Erbe
Mit seiner ersten Frau Philippa de Clifford hatte Ferrers mehrere Kinder, darunter:
- Sir Henry Ferrers († um 1423) ⚭ Isabel de Mowbray
- Sir Thomas Ferrers († 1459)
- Margaret Ferrers († 1452)

1. ⚭ Richard Grey, 6. Baron Grey de Wilton
2. ⚭ Thomas Grey, 1. Baron of Richemount Grey

- Elizabeth Ferrers († 1460) ⚭ Sir William Colepeper of Aylesford, Kent

Nach dem Tod seiner ersten Frau Philippa de Clifford heiratete Ferrers Margaret Montagu († vor Oktober 1416), eine Tochter von John Montagu, 3. Earl of Salisbury. Margaret starb vor Oktober 1416, in dritter Ehe heiratete Ferrers die bereits zweifach verwitwete Elizabeth Standisshe († vor 1445), eine Tochter von Sir Robert Standisshe aus Lancashire. Die zweite und die dritte Ehe von Ferrers blieben kinderlos.
Nach seinem Tod fiel der Titel Baron Ferrers of Groby mit der Honour Ferrers an seine Enkelin Elizabeth, die Tochter seines bereits verstorbenen ältesten Sohns Henry Ferrers. Einen kleineren Teil seiner Güter erbte sein zweiter Sohn Thomas Ferrers, der die Familie Ferrers of Tamworth begründete.